# Odmar Færø
Odmar Færø (přepisem Odmar Faeroe; * 1. listopadu 1989) je faerský fotbalový obránce, který v současnosti působí ve faerském klubu B36 Tórshavn. Je také reprezentantem Faerských ostrovů. Hraje na postu stopera (středního obránce).

## Klubová kariéra
Na Faerských ostrovech hrál za B36 Tórshavn. S Tórshavnem si zahrál v prvním předkole Ligy mistrů UEFA 2012/13 proti severoirskému Linfield FC (B36 byl vyřazen na penalty).
Mimo Faerské ostrovy hrál v Dánsku v Brøndby IF, a ve Skotsku v Keith FC a Forfar Athletic FC.

## Reprezentační kariéra
V A-mužstvu Faerských ostrovů debutoval v roce 2012.